# Weerselo
Weerselo ist ein Dorf, das zur Gemeinde Dinkelland in der niederländischen Provinz Overijssel gehört.

## Geschichte

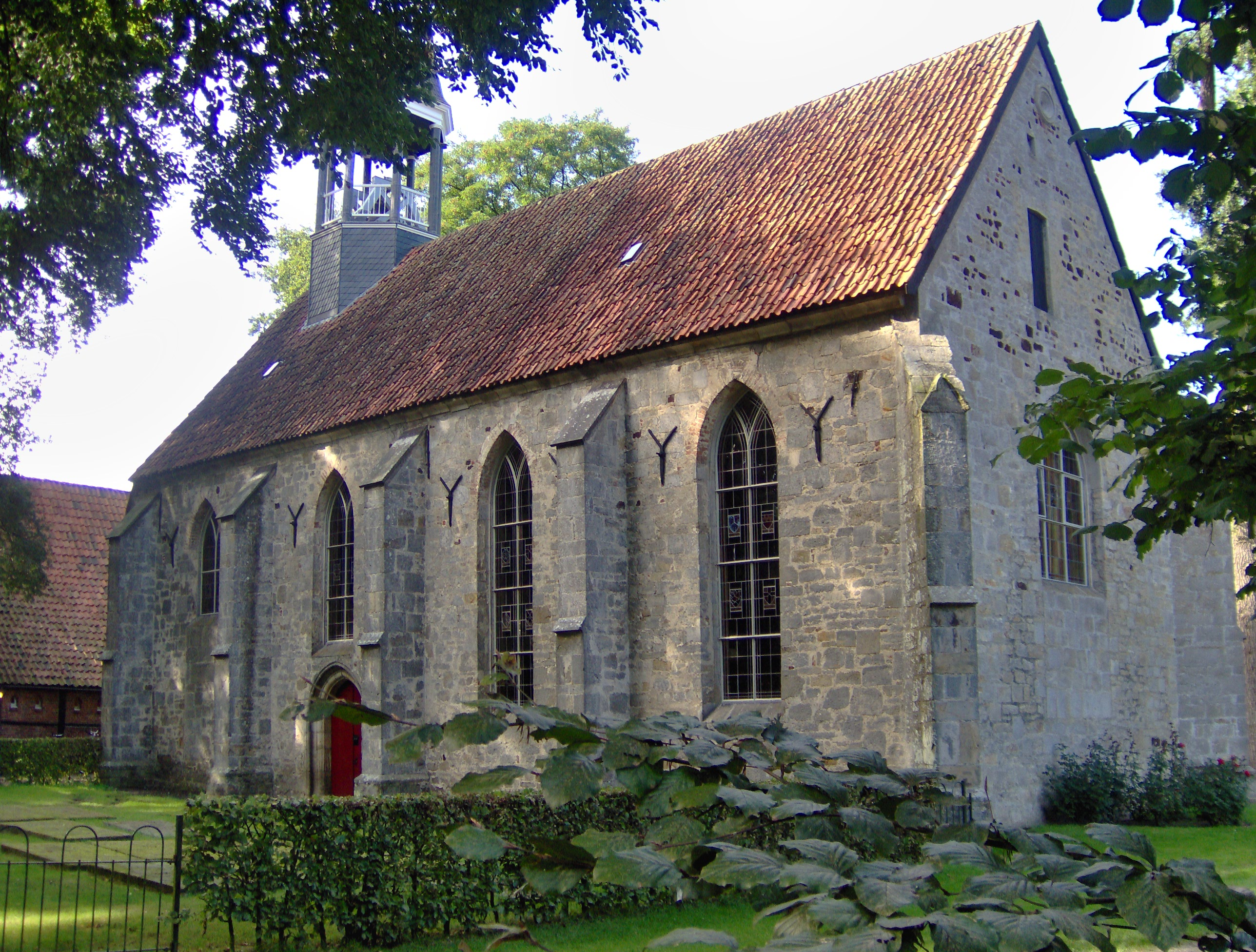
Stiftskirche, ’t Stift-Weerselo

Der Name „Werslo“ wird erstmals 1140 erwähnt, als der Graf von Ghore (Goor) und der Bischof von Utrecht die Kirche in Weerselo einem Ritter schenkten. Dieser Ritter, Hugo van Buren, stiftete dort ein Kloster für Benediktiner. Ab 1152 war das Kloster ein  Doppelkloster der Benediktiner für Mönche und Nonnen. Im 13. Jahrhundert verließen die Mönche das Kloster, ab dieser Zeit war es ein reines Nonnenkloster. In der ersten Hälfte des 16. Jahrhunderts wurde das Kloster ein Stift für weibliche Angehörige des Adels.
Weerselo (Dorf) entstand im Umkreis des Stifts. Eigentlich heißt Weerselo ’t Stift-Weerselo. Das bedeutet, dass Weerselo Teil des alten und bestehenden Kerns von Het Stift ist. Das Dorf Het Stift hat ein geschütztes Dorfbild. 
In der jüngeren Vergangenheit musste die Gemeinde Weerselo Flächen an die Nachbargemeinden Oldenzaal und Hengelo abtreten, 1972 für den Stadtteil Hasseler Es in Hengelo, einen weiteren Teil 2001 für den Stadtteil Graven Es in Oldenzaal. 2001 fusionierte die Gemeinde mit den Gemeinden Denekamp und Ootmarsum zur Gemeinde Dinkelland.  Am 1. Januar 2021 hatte Weerselo in der Region Twente 3055 Einwohner.

## Sehenswürdigkeiten

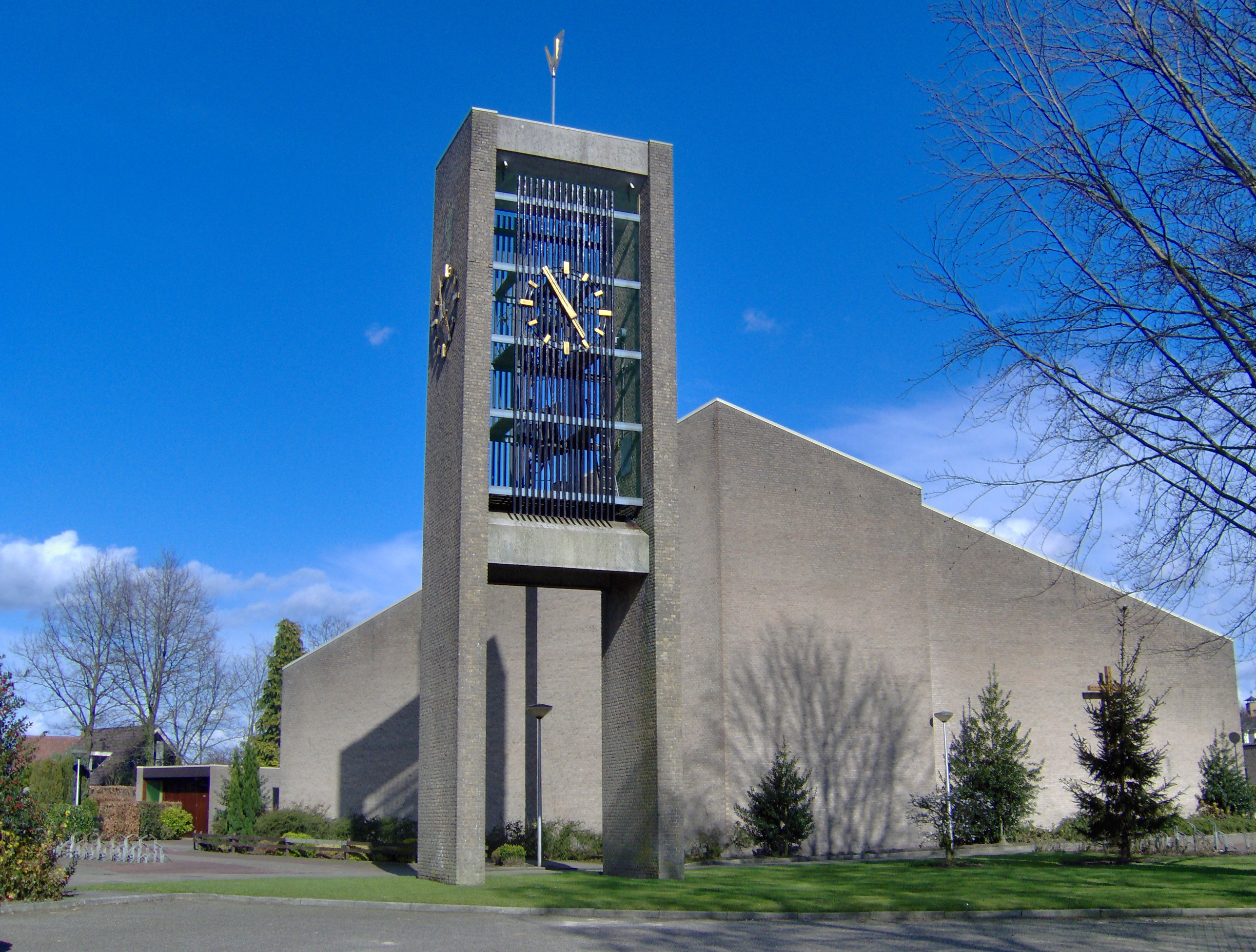
Römisch-katholische Kirche St. Remigius in Weerselo

Auf dem Stiftsgelände befindet sich eine evangelische Kirche, ehemals Kirche des Benediktinerklosters. Die gotische Stiftskirche aus Sandstein steht seit der Reformation im Dienst der kleinen reformierten Gemeinde.
Das weitgehend römisch-katholische Weerselo hat eine eigene Pfarrkirche, die dem heiligen Remigius geweiht ist. Auf dem angrenzenden Friedhof befinden sich 2 identifizierte Kriegsgräber und 5 nicht identifizierte.
Nördlich des Dorfes, auf dem Gebiet der Gemeinde Tubbergen, die zum nördlicheren Reutum gehört, befindet sich die Getreidemühle „De Vier Winden“, auch als Weerselose-Mühle bekannt.

## Söhne und Töchter der Stadt
- Gerard Veldscholten (* 1959), Radfahrer
- André Paus (* 1965), Fußballspieler
- Gert-Jan Bruggink (* 1981), Springreiter